# Таращанка (Оренбургская область)
Таращанка — опустевший хутор в Переволоцком районе Оренбургской области в составе сельского поселения Япрынцевского сельсовета.

## География
Находится на расстоянии примерно 18 км по прямой от районного центра поселка Переволоцкий на север-северо-восток.

## Население
Население составляло 7 человек в 2002 году (100 % русские), 0 по переписи 2010 года.